# Petropavl
Petropavl (kazahă Петропавл, rusă Петропавловск) este un oraș din Kazahstan și centrul administrativ al provinciei Kazahstanul de Nord. Se află mai la nord de capitala Kazahstanului — Astana și în apropiere de frontiera cu Rusia, la 278 km mai la vest de Omsk și 273 km sud-est de Kurgan. Orașul ocupă o suprafață de 451,6 km².

## Populație
Petropavl are o pupulație de 203.803 de locuitori (conform recensământului din 2012).

### Structura națională
Structura națională (1 ianuarie 2010):
- ruși — 129.301 oameni (66,27 %)
- kazahi — 41.800 oameni (21,42 %)
- tătari — 7.320 oameni (3,75 %)
- ucraineni — 5.785 oameni (2,96 %)
- germani — 3.111 oameni (1,59 %)
- belaruși — 1.283 oameni (0,66 %)
- polonezi — 900 oameni (0,46 %)
- armeni — 737 oameni (0,37 %)
- tadjici — 629 oameni (0,32 %)
- azeri — 624 oameni (0,31 %)
- uzbeci — 600 oameni (0,30 %)
- alții — 3019 oameni (1,54 %)

Total — 195.109 locuitori.